# Хабаров, Егор Николаевич
Егор Николаевич Хабаров (род. 18 мая 1979, Свердловск, Свердловская область, РСФСР, СССР) — российский серийный убийца, убивший не менее двух человек в Екатеринбурге в 2008—2009 годах. Подозревался в совершении 7 убийств. В 2010 году по определению коллегии суда Хабаров был признан невменяемым, и ему было назначено принудительное лечение в психиатрической клинике. Исключительность делу Хабарова придаёт тот факт, что, несмотря на тяжесть совершённых им деяний, через несколько лет после помещения в психиатрическую клинику он вышел на свободу и сумел социально адаптироваться к жизни в обществе. Споры о его вменяемости и о том, подлежал ли он уголовной ответственности, велись несколько лет после его ареста. Ряд сторонников версии о его вменяемости заявляли о том, что освобождение Хабарова от уголовной ответственности и решение о его выписке из психиатрической клиники стало следствием высокого уровня коррупции в системе здравоохранения и влияния родственников Хабарова.

## Биография

### Детство и юность
Егор Николаевич Хабаров родился 18 мая 1979 года в Свердловске. Детство и юность Егор провёл в социально благополучной обстановке. Его отец Николай Хабаров в начале 1990-х занялся предпринимательской деятельностью и в последующие годы достиг успехов на этом поприще, благодаря чему его семья не испытывала материальных трудностей. В школьные годы Егор серьёзно увлекся физикой. В силу интровертности он не пользовался популярностью в школе, и у него развилась замкнутость и отчуждённость, благодаря чему он состоял на учёте в психоневрологическом диспансере. После окончания школы в 1997 году Хабаров поступил в Уральский государственный технический университет, где изучал электротехнику. Окончив университет в 2002 году, Егор устроился мастером энергоучастка на Новоберёзовской ТЭЦ. В этот период отец купил ему квартиру с подземным гаражом, расположенную в другом районе Екатеринбурга, куда Егор вскоре переехал. Друзья и знакомые Хабарова того периода отзывались о нём крайне положительно. Хабаров не увлекался алкогольными напитками и наркотическими веществами, не был замечен в проявлении агрессии по отношению к кому бы то ни было и имел репутацию отзывчивого человека, всегда готового прийти на помощь. Несмотря на это, в общении с противоположным полом Егор испытывал трудности. Он не пользовался популярностью у девушек, так как имел низкий рост, субтильное телосложение и рано облысел. В конце 2002 года Хабаров начал демонстрировать признаки психического расстройства, вести асоциальный образ жизни, вследствие чего совершил первые преступления. 

### Первые преступления
В 2003 году Егор Хабаров был арестован по подозрению в изготовлении поддельных 500-рублёвых купюр. Однако в ходе расследования очевидных  доказательств вины Хабарова найдено не было, и уголовное дело было прекращено. В сентябре 2004 года Егор Хабаров был арестован по обвинению в изготовлении самодельных взрывчатых средств в целях сбыта. В ходе расследования было установлено, что, изучив необходимую  специализированные литературу и материалы из сети интернет, Хабаров сумел изготовить взрывчатые вещества, в качестве заряда которых использовалась смесь аммиачной селитры, алюминиевой пудры и свинцового сурика (аммонал). На корпусе бомб в качестве чеки Хабаров установил проволочную петлю, при выдёргивании которой примерно через 4 минуты происходил взрыв. Несколько устройств Хабаров взорвал на Михайловском кладбище в Екатеринбурге, сделав при этом видеозаписи взрывов, которые впоследствии планировал использовать как доказательство исправности его изделий при продаже бомб покупателям. После ареста во время обыска квартиры Хабарова были обнаружены две видеозаписи взрывов и несколько взрывных устройств, которые стали доказательствами его вины в ходе последующего судебного процесса. Отец Егора нанял ему команду адвокатов, которая подала ходатайство о проведении судебно-медицинской экспертизы в Свердловской областной клинической психиатрической больнице, по результатам которой Хабаров был признан невменяемым, на основании чего Хабарову были назначено принудительное лечение. Он был этапирован в филиал Свердловской областной клинической психиатрической больницы, расположенный в посёлке Исеть (Свердловская область), и спустя несколько месяцев прохождения курса лечения оказался на свободе, после чего почувствовал свою безнаказанность и стал страдать комплексом превосходства. В период с 2005 по 2008 год Хабаров пытался заниматься предпринимательской деятельностью, выступая в качестве посредника при продаже электроизделий и промышленных труб от имени компаний, которые принадлежали его отцу. В этот период Хабаров продолжал развивать свои профессиональные навыки в электротехнике и изобрёл ряд устройств и приборов, которые решил использовать при совершении преступлений, для чего в 2008 году принял решение о создании преступной группировки. Первые преступления банды Хабарова оказались неудачными. Он обвинил членов своей банды в малодушии и недостатке волевых качеств, после чего разогнал их и набрал в состав группировки других парней, с которыми познакомился в одном из «ЧОП», куда Хабаров устроился охранником. Он установил в группировке строгую дисциплину и пользовался непререкаемым авторитетом, несмотря на своё субтильное телосложение и тщедушный вид. С целью снабдить членов банды оружием Хабаров покупал газовые пистолеты, которые потом переделывал под боевой патрон. Хабаров проводил стрельбы в лесу, где оборудовал несколько тайников с оружием. Он планировал создать необычную структуру в своей преступной группировке. В целях конспирации Егор Хабаров не знакомил членов банды друг с другом, благодаря чему большинство членов этой группировки не знали о существовании друг друга, и точное их количество осталось неизвестным. С целью устрашения подчинённых во избежание конфликтов Хабаров угрожал им убийством в случае неподчинения и рассказывал им об изобретённых ядах и проводимых экспериментах с электрическим током. В качестве жертв преступлений Егор Хабаров принял решение выбирать частных лиц, которые размещали в газетах и интернете объявления о покупке компьютеров и комплектующих к ним.

### Убийства
Летом 2008 года Хабаров совершил первое убийство. Жертвой преступления стал 27-летний мастер по ремонту компьютеров Влад Порфирьев. Днём 8 июня Егор Хабаров встретился с Порфирьевым на перекрёстке улиц Ленина и Гагарина под предлогом предложить небольшую работу. Совместно с сообщником Сергеем Кочневым они отвезли Влада в гаражный бокс № 36, расположенный на улице Ботанической, где проживал Хабаров. В ходе разговора с Владом Хабаров и Кочнев совершили на него нападение, обездвижили жертву с помощью скотча и наручников,  после чего Хабаров решил убить молодого человека с помощью напряжения от импульсного генератора с питанием от сети, который Хабаров собственноручно соорудил. Через заднюю левую дверь автомобиля Хабаров подсоединил провода от прибора в деревянном корпусе размером 15 на 30 см к левой руке и левой ноге Влада, после закрыл все двери и окна автомобиля, включил прибор в сеть и замкнул провода на корпусе. Вследствие этого Влад Порфирьев получил смертельное поражение от удара электрическим током. Труп жертвы Хабаров и Кочнев вывезли на машине Егора за пределы Екатеринбурга, где сбросили в яму в районе 17-го километра трассы Екатеринбург—Серов. С целью уничтожения улик Хабаров и Кочнев обложили тело убитого деревянными ящиками, после чего подожгли. У убитого Егор Хабаров похитил мобильный телефон и ноутбук. После обнаружения останков погибшего криминалисты обнаружили в левой части его нёбной кости сквозной след от острого предмета с проникающим ранением в головной мозг. Язык погибшего был сильно зажат между зубами и высунут на 1 см. Стопы были сильно выгнуты в подошвенную часть, локти согнуты, а кисти сжаты у подбородка. По версии следствия, убитый после поражения электрическим током некоторое время оставался жив, после чего Хабаров и Кочнев нанесли ему удар в подъязычную область остро-колющим предметом с целью добивания.
Второе убийство Егор Хабаров совершил 22 января 2009 года. Убитым оказался 23-летний студент четвёртого курса Уральского финансово-юридического института Антон. Хабаров нашёл в интернете на одном из сайтов объявление Антона о продаже компьютерных комплектующих, после позвонил по указанному телефону и договорился о встрече. Во время встречи Хабаров убедил жертву отправиться в его гараж, где к этому времени находился Сергей Кочнев и было всё приготовлено для совершения убийства. В гараже Хабаров во время разговора с Антоном предъявил ему удостоверение дружинника ГИБДД Екатеринбурга и объявил, что Антон подозревается в совершении краж компьютеров. Будучи абсолютно не готовым к такому развитию событий, Антон впал в растерянность и добровольно позволил Хабарову и Кочневу себя обездвижить. Хабаров и Кочнев связали его и усадили в автомобиль Хабарова, после чего Егор обмотал тело жертвы проводами, один конец которых подключил к четырём мощным конденсаторам. Вследствие этого Антон получил поражение электрическим током и скончался. Труп убитого той же ночью Хабаров и Кочнев вывезли на окраину города, где сбросили в канаву недалеко от дороги, обложили автомобильными покрышками и подожгли. Скелетированные останки Антона были обнаружены спустя три месяца после убийства — в апреле 2009 года. Его личность была установлена на основании сравнения рентгеновских снимков челюстей и зубов, после чего было возбуждено уголовное дело и начато расследование.

### Арест, следствие и суд
Детализация звонков мобильного телефона Антона и анализ сбора информации о его деятельности в сети интернет позволили установить, что Егор Хабаров был одним из последних людей, кто видел Антона перед его исчезновением. Егор Хабаров был задержан 14 мая 2009 года в своей квартире по подозрению в совершении убийства. Во время допроса Хабаров сознался в совершении убийства и назвал имя сообщника, на основании чего Сергей Кочнев также был арестован. Мотивом совершения убийств, согласно свидетельствам Хабарова, была гомицидомания. Хабаров заявил, что собирался поставить убийства на поток и испытывал эйфорию во время наблюдения за агонией и судорогами жертв, умирающих от поражения электрическим током. Сергей Кочнев во время допросов настаивал на своей непричастности к совершению убийств. Он заявил, что находился рядом во время совершения убийств, но не принимал в них непосредственного участия. Согласно его свидетельствам, во время совершения убийств удары током были такой силы, что автомобили, где находились жертвы, начинали сильно раскачиваться. Кочнев подтвердил слова Хабарова о том, что тот после совершения убийств испытывал эйфорию от увиденного. Он утверждал, что после убийства Влада Порфирьева Егор Хабаров впал в состояние, близкое к состоянию наркотического опьянения, и начинал с ним обниматься. Кочнев заявил, что оба погибших были на голову выше Хабарова, имели плотное телосложение, могли за себя постоять, по причине чего Хабаров сомневался в своей способности справиться с подавлением сопротивления жертв в одиночку и вынудил его присутствовать в гараже во время совершения убийств. Помимо признательных показаний в совершении убийств, Кочнев дал следователям показания по другим эпизодам. Так он заявил, что весной 2008 года он и Егор Хабаров совершили попытку разбойного нападения на молодого человека, который также давал объявление о продаже компьютеров и комплектующих к ним. В его изложении следовало, что он и Хабаров пришли в квартиру потерпевшего с револьвером и ножом, но получили ожесточённый отпор, после чего сбежали. Ещё одну попытку разбойного нападения Хабаров поручил членам своей банды. Явившись по объявлению на квартиру потенциальной жертвы, Хабаров изучил обстановку в квартире, после чего направил по адресу бандитов, однако хозяин квартиры почувствовал исходящую опасность, не стал открывать дверь и разговаривать с членами банды Хабарова, после чего, по версии следствия, Хабаров распустил её и начал заниматься вербовкой в банду кандидатов с более устойчивой психикой. Незадолго до ареста, согласно свидетельствам Кочнева, Хабаров предлагал ему совершить похищение, грабёж и убийство мужчины, с которым Хабаров ранее работал на Новоберёзовской ТЭЦ. Хабаров и Кочнев несколько недель следили за мужчиной, отслеживали маршруты его перемещения, но в связи с арестом и разоблачением не успели совершить задуманное. Все члены преступной группировки Хабарова после его ареста стали проходить по уголовному делу как свидетели. Они показали сотрудникам правоохранительных органов места расположений нескольких тайников, которые были оборудованы в лесу, где Хабаров прятал пистолеты. Знакомые Хабарова того периода характеризовали его как человека, наделённого такими качествами, как непомерная гордость, высокомерие, презрение к обществу. Во время допросов Егор Хабаров подтвердил, что деспотизм — его черта, и поведал следователям свою теорию о том, что люди делятся на обычных людей, плывущих по течению, и людей, которым дозволено всё. Себя Хабаров причислял ко второй категории.
Среди личных вещей и документов Егора Хабарова сотрудниками правоохранительных органов было найдено удостоверение дружинника ГИБДД с отметками о дежурствах весной 2009 года, а также водительские права. В ходе проверки было установлено, что удостоверение Хабарова проходило по всем официальным базам ГУВД, не являлось поддельным и было действительно выдано ему в 2004 году, несмотря на то, что в том же году он привлекался к уголовной ответственности за хранение и изготовление оружия, но был признан невменяемым. Психическое заболевание являлось медицинским противопоказанием для управления транспортным средством, однако Егор Хабаров не был лишён водительских прав. Инцидент вызвал общественный резонанс, вследствие чего прокуратура Верхотурского района начала отдельное расследование в отношении ряда чиновников с целью установить обстоятельства, на основании которых официально признанный невменяемым Хабаров сумел получить удостоверение дружинника ГИБДД и не был лишён водительских прав, однако результаты расследования никогда не разглашались широкой общественности.
Уровень подготовки к совершению серии убийств у Хабарова был очень высок. После ареста во время обыска его квартиры и гаража следователи изъяли у него ряд собственноручно изготовленных им приборов и портативные рации, которые были настроены на частоты, используемые милицией для радиопереговоров.
Из четырёх мощных электрических конденсаторов Хабаров соорудил батарею, которую использовал для убийства Антона. Чтобы поддерживать конденсаторы в заряженном состоянии, Хабаров собрал портативный источник высокого напряжения. Хабаров планировал устраивать засады для автомобилистов на одной из дорог, ведущих в Екатеринбург, после чего совершать на них нападения. С этой целью он приобрёл скрытую видеокамеру и вмонтировал её в подошву кирзового сапога. Этот «видеосапог» он собирался поставить на обочине трассы и наблюдать за всеми проезжавшими автомобилистами. Чтобы останавливать транспортные средства потенциальных жертв, Хабаров собрал СВЧ-генератор из транзисторов, ламп, катушки Тесла, магнетрона от СВЧ-печи, СВЧ-лучи которого через неплотности и резиновый уплотнитель крышки капота автомобиля выводили бы из строя электронику и глушили двигатель, но Хабарову в конечном итоге не удалось создать работоспособную версию прибора. Для проведения различных экспериментов Хабаров собрал у себя в квартире небольшой генератор высокой частоты. С его помощью он планировал совершенствоваться в проведении взрывов сосудов и ёмкостей, содержащих жидкость, путём подведения к ним оголённых проводов под напряжением и подбором определённой частоты. Также он проводил опыты по созданию нейро-оптической системы, которая посредством световой вспышки воздействовала на область мозга, отвечающую за хранение воспоминаний. С этой целью Егор собрал прибор, используя корпус советской фотовспышки «ЛУЧ-М». После ареста Хабаров утверждал следователям, что его изобретение стирало у испытуемого воспоминания и кратковременную память, но никаких доказательств этому найдено не было.
Помимо этого, в квартире Хабарова был обнаружен самодельный прерыватель с катушками Тесла от автомобильных систем зажигания высокой энергии и питанием от автомобильного аккумулятора. Данный факт, по версии следствия, позволял предположить, что Хабаров искал способы совершения убийств через поражение электрическим током непосредственно в автомобиле.
Во время обыска следователи обнаружили ряд улик, свидетельствующих о том, что его жертвами могли стать не менее 7 человек. В частности у него в квартире была обнаружена газета, в которой маркером Егор выделил несколько объявлений от частных лиц о покупке компьютеров и комплектующих. В ходе расследования было установлено, что в списках пропавших без вести находились несколько человек, которые эти комплектующие и покупали. Среди изготовленных им приборов был обнаружен блок питания генератора Маркса, который также мог служить генератором для зарядки конденсаторной батареи. На основании дневников и сделанных им заметок следствие установило, что конструкцией высоковольтного генератора Маркса с выходным напряжением порядка миллиона вольт Егор занимался с 2006 года. По версии следствия, конечной целью его экспериментов с высоким напряжением была реализация технологии совершения убийств с полным уничтожением трупа. Согласно заключению экспертов, генератор Егора Хабарова вырабатывал на выходе напряжение около 30 кВ. Тем не менее следствию не удалось доказать причастность Хабарова к исчезновениям и убийствам других людей. Во время допросов он отказался дать признательные показания по совершению убийств, неизвестных следствию. Во время допросов Хабаров сослался на статью Конституции РФ, позволяющую ему не свидетельствовать против самого себя, и придерживался презумпции невиновности, заявив, что понесёт уголовную ответственность только за те преступления, которые сможет доказать следствие. В конечном итоге ему и Сергею Кочневу было предъявлено обвинение в совершении двух убийств, нападения, сопряжённого с разбоем, и покушения на похищение человека с целью убийства.
Во время расследования по ходатайству его адвокатов Хабаров снова был помещён в Свердловскую областную клиническую психиатрическую больницу, где была проведена очередная судебно-медицинская экспертиза. На основании результатов экспертизы он был снова признан невменяемым, после чего в январе 2010 года Кировский районный суд освободил его от уголовной ответственности и назначил ему принудительные меры медицинского характера с прохождением курса лечения в стационаре с интенсивным наблюдением. В январе 2012 года Хабаров покинул Свердловскую область и был этапирован в Москву. Он был помещён в Федеральный медицинский исследовательский центр психиатрии и наркологии имени В. П. Сербского, где в отношении него была проведена ещё одна судебно-медицинская экспертиза, по результатам которой он снова был признан невменяемым, после чего был повторно направлен Кировским районным судом в стационар с интенсивным наблюдением в мае 2012 года. Врач-психиатр, заведующая отделением Свердловской областной клинической психиатрической больницы по ходатайству адвокатов Хабарова выступила в суде против его помещения в стационар с интенсивным наблюдением, после чего его адвокаты отправили кассационную жалобу на решение Кировского районного суда, однако жалоба 20 июля 2012 года была отклонена, и постановление суда в отношении Егора Хабарова было оставлено без изменений.
Сергей Кочнев был признан виновным в соучастии убийства Антона и получил в качестве уголовного наказания 7 лет лишения свободы. За соучастие в убийстве Влада Порфирьева Кочнев не был осуждён по истечении срока давности.

### Принудительное лечение и дальнейшая судьба
Егор Хабаров проходил назначенный ему курс лечения в Волгоградской психиатрической больнице специализированного типа с интенсивным наблюдением, расположенной в Камышинском районе Волгоградской области. После начала принудительного лечения каждые полгода Хабаров был обследован специальной врачебной комиссией, которая определяла состояние его психического здоровья. В начале 2017 года комиссия постановила, что психическое здоровье Егора Хабарова заметно улучшилось, после чего приняла решение о его переводе на амбулаторное лечение. Камышинский городской суд, изучив предоставленные больницей документы принял решение о выписке Хабарова, после чего он оказался на свободе и вернулся в Екатеринбург, где встал на учёт у психиатра и продолжил принимать назначенные ему лекарства на амбулаторной основе.
После выписки Хабаров сумел социально адаптироваться к жизни в обществе. По свидетельствам одного из его близких знакомых, из-за тяжести совершённых им деяний Хабаров вёл уединённый образ жизни, работал охранником и старался избегать публичности. Опасаясь мести со стороны родственников убитых им мужчин, Хабаров предпочитал не появляться в общественных местах и не пользовался общественным транспортом. В начале 2023 года Хабаров устроился охранником в один из торговых центров Екатеринбурга, после чего был опознан другим охранником, бывшим сотрудником МВД. Хабаров в ходе разговора с коллегой признался в том, что совершал убийства и проходил принудительное лечение в психиатрической клинике, но пытался убедить коллегу в том, что уже не представляет никакой опасности для общества. После того как этот инцидент получил массовую огласку в СМИ, Егор Хабаров получил вторую волну известности, и весть о его выписке вызвала общественный резонанс в Екатеринбурге среди жителей города, которые потребовали от администрации города принятия мер по изоляции их от преступника.
Администрацией торгового центра и коллегами Хабаров характеризовался крайне положительно. Коллеги характеризовали Хабарова как коммуникабельного, эрудированного человека, который вёл здоровый образ жизни, интересовался наукой и любил рассуждать об изобретениях, которые смогут изменить мир. Однако после разоблачения большинство коллег Егора прекратили с ним общение и начали его сторониться, после чего он вынужден был уволиться по собственному желанию и впоследствии устроился охранником в одном из ЧОП Екатеринбурга.
После массовой огласки этого дела за  Егором Хабаровым установили наблюдение. Такое решение приняли в УМВД по Свердловской области. Об этом сообщил депутат Госдумы Андрей Альшевских. Полиция заверила, что намерена поставить Егора Хабарова на профилактический учёт, и им займутся сотрудники службы участковых, после чего органы правопорядка начали собирать пакет требуемых документов для обращения в суд, который в своём решении выберет Хабарову конкретные ограничения.
Бывший заместитель руководителя Верхнепышминского Следственного Комитета Юрий Еланцев подверг сомнению заключения судебно-медицинских экспертиз, постановивших невменяемость Хабарова, и решение о его выписке из психиатрической клиники. Еланцев заявил, что Хабаров на момент совершения преступлений был вменяем. Егор обладал высоким коэффициентом интеллекта, готовился к совершению преступлений заранее, умело руководил не только своими действиями, но и действиями сообщника, полностью отдавал себе отчёт и предпринял меры для сокрытия следов преступления, что означало осознание им общественной опасности и противозаконности своих действий. По мнению сотрудников правоохранительных органов, к освобождению Хабарова из стационара с интенсивным наблюдением приложили усилия его родственники, которые являются влиятельными людьми в Свердловской области.